# The Love Invention
The Love Invention è il primo album in studio da solista della cantante britannica Alison Goldfrapp, pubblicato nel 2023.

## Tracce

### Edizione Standard
Testi di Alison Goldfrapp, eccetto dove indicato.
1. NeverStop – 4:34 (musica: Goldfrapp, Richard X)
2. Love Invention – 4:19 (musica: Goldfrapp, Richard X, James Greenwood)
3. Digging Deeper Now – 4:16 (musica: Goldfrapp, Richard X, James Greenwood)
4. In Electric Blue – 3:19 (testo: Goldfrapp, Olivia Sebastianelli – musica: Goldfrapp, Toby Scott)
5. The Beat Divine – 5:09 (musica: Goldfrapp, Richard X)
6. Fever (This Is the Real Thing) – 4:43 (musica: Goldfrapp, Richard X, Greenwood)
7. Hotel (Suite 23) – 4:35 (testo: Goldfrapp, Hannah Robinson – musica: Goldfrapp, Richard X)
8. Subterfuge – 3:13 (musica: Goldfrapp, Greenwood)
9. Gatto Gelato – 4:36 (musica: Goldfrapp, Richard X)
10. So Hard So Hot – 4:27 (musica: Goldfrapp, Greenwood)
11. SloFlo – 3:39 (musica: Goldfrapp, Greenwood)

### Disco Bonus Edizione Digitale
1. Fever (with Paul Woolford) – 3:48 (Goldfrapp, Richard X, Greenwood)
2. Digging Deeper (with Claptone) – 3:17 (Goldfrapp, Richard X, Greenwood)
3. Impossible (with Röyksopp; Alison's "Touch the Sky" edit) – 3:11 (Goldfrapp, Svein Berge, Torbjørn Brundtland)
4. Gatto Gelato (niina remix) – 3:45 (Goldfrapp, Richard X)
5. Fever (with Paul Woolford; Special Request club mix) – 9:09 (Goldfrapp, Richard X, Greenwood) – Woolford
6. Digging Deeper (with Claptone; extended mix) – 6:09 (Goldfrapp, Richard X, Greenwood)

## Classifiche
| Classifica (2023) | Posizione raggiunta |
| ----------------- | ------------------- |
| Regno Unito       | 6                   |